# ライミングマン
『ライミングマン』は若杉公徳による日本の音楽ギャグ漫画。『ヤングアニマル』（白泉社）にて、2017年10号（5月12日発売）から2018年24号（2018年12月14日発売）まで連載された。最終話はセンターカラーで掲載されている。
若杉が音楽を題材とした漫画を連載するのは『デトロイト・メタル・シティ』以来となる。『デトロイト・メタル・シティ』にもラッパーが登場したエピソードがあるが、本作はより熱血青春っぽくなっている。ラップマンガは台詞の韻が特徴であるため、普通のマンガより執筆にずっと時間がかかると若杉は述べている。
木村昴は本作で描かれているヒップホップカルチャーが鮮明でリアルであることを評している。

## あらすじ
高校生の踏男は、かつてはシャカキングとして一世を風靡し、今ではニートなラッパーの父に幼い頃からラップについて叩きこまれていたが、すっかりラップが嫌いになっていた。学校でも東京大会3位のラッパーで上級生のMCビガーに足蹴にされ、ますますラップ嫌いになって行く。
その父が復帰公演として出演を予定していたMCバトル。父が怪我で入院し出場辞退を踏男に告げるが、その相手がMCビガーと知った踏男はフミオ a.k.a. ライミングマンとしてラップバトルの舞台に立つことになり、次第に嫌っていたラップの魅力に目覚めていく。

## 書誌情報
- 若杉公徳 『ライミングマン』 白泉社〈ヤングアニマルコミックス〉、全4巻
  1. 2017年11月29日発売、ISBN 978-4-592-16231-5
  2. 2018年4月27日発売、ISBN 978-4-592-16232-2
  3. 2018年10月29日発売、ISBN 978-4-592-16233-9
  4. 2019年2月28日発売、ISBN 978-4-592-16234-6